# Teste da condensação de Cauchy
Em matemática, o teste da condensação de Cauchy é um teste padrão de convergência para séries infinitas. Seja uma seqüência não-negativa e monotonicamente decrescente {\displaystyle f(n)} de números reais, então a série {\displaystyle \textstyle \sum _{n=1}^{\infty }f(n)} converge se e somente se a "série condensada" {\displaystyle \textstyle \sum _{n=0}^{\infty }2^{n}f(2^{n})} converge. Ademais, se essas séries convergem, a soma da série condensada não é maior do que {\displaystyle 2\textstyle \sum _{n=1}^{\infty }f(n)}.
Este teste é bastante técnico, assim como o teste de convergência de Abel, e seu principal objetivo é mostrar a convergência das p-séries quando {\displaystyle p>1}.

## Estimativas e demonstração
O teste da condensação de Cauchy segue das seguintes estimativas:
{\displaystyle 0\ \leq \ \sum _{n=1}^{\infty }f(n)\ \leq \ \sum _{n=0}^{\infty }2^{n}f(2^{n})\ \leq \ 2\sum _{n=1}^{\infty }f(n)\ \leq \ +\infty }
as quais devem ser entendidas como desigualdades nos números reais estendidos.
Para se chegar a primeira desigualdade os termos são reassociados em grupos com número de elementos sendo potências de dois, e depois, em cada grupo, substitui-se seus termos pelo primeiro - que é o maior deles -, já que eles formam uma seqüência não-crescente.
{\displaystyle {\begin{array}{rcccccccl}\sum _{n=1}^{\infty }f(n)&=&f(1)&+&f(2)+f(3)&+&f(4)+f(5)+f(6)+f(7)&+&\cdots \\&=&f(1)&+&{\Big (}f(2)+f(3){\Big )}&+&{\Big (}f(4)+f(5)+f(6)+f(7){\Big )}&+&\cdots \\&\leq &f(1)&+&{\Big (}f(2)+f(2){\Big )}&+&{\Big (}f(4)+f(4)+f(4)+f(4){\Big )}&+&\cdots \\&=&f(1)&+&2f(2)&+&4f(4)&+&\cdots =\sum _{n=0}^{\infty }2^{n}f(2^{n})\end{array}}}
Para se chegar a segunda desigualdade, os termos da série são novamente reassociadas em grupos com número de elementos sendo potências de dois, onde em cada grupo é tomada, novamente, uma substituição por um termo maior na série não-crescente {\displaystyle f(n)}.

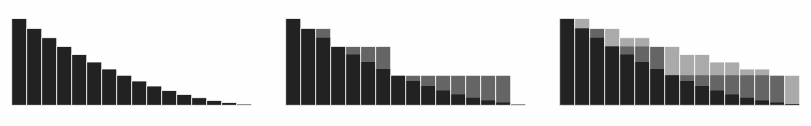
Visualização do argumento: somas parciais das séries, e.

{\displaystyle {\begin{array}{rcl}\sum _{n=0}^{\infty }2^{n}f(2^{n})&=&f(1)+{\Big (}f(2)+f(2){\Big )}+{\Big (}f(4)+f(4)+f(4)+f(4){\Big )}+\cdots \\&=&{\Big (}f(1)+f(2){\Big )}+{\Big (}f(2)+f(4)+f(4)+f(4){\Big )}+\cdots \\&\leq &{\Big (}f(1)+f(1){\Big )}+{\Big (}f(2)+f(2)+f(3)+f(3){\Big )}+\cdots =2\sum _{n=1}^{\infty }f(n)\end{array}}}

## Teorema 1
A série {\displaystyle \sum {\frac {1}{n^{p}}}} converge se {\displaystyle p>1} e diverge se {\displaystyle p\leq 1}.

### Demonstração
Se {\displaystyle p\leq 0} a série claramente diverge, já que {\displaystyle \lim _{n\rightarrow \infty }{\frac {1}{n^{p}}}\neq 0}. Se {\displaystyle p>0}, aplicando o teste da condensação, temos:
{\displaystyle \sum _{n=0}^{\infty }2^{n}{\frac {1}{2^{np}}}=\sum _{n=0}^{\infty }2^{(1-p)n}}.
Temos {\displaystyle 2^{1-p}<1} se e somente se {\displaystyle 1-p<0}, ou seja, {\displaystyle p>1}. O resultado segue da convergência da série série geométrica, fazendo {\displaystyle r=2^{1-p}}.

## Teorema 2
Se {\displaystyle p>1} então a série {\displaystyle \sum _{n=2}^{\infty }{\frac {1}{n(\log {n})^{p}}}} converge. Se {\displaystyle p\leq 1} então a série diverge.

### Demonstração
A monotonocidade da função logarítmica implica que {\displaystyle \log {n}} é crescente. Sendo assim, {\displaystyle 1/n\log {n}} é decrescente, e o teste da condensação pode ser aplicado.
{\displaystyle \sum _{n=1}^{\infty }2^{n}{\frac {1}{2^{n}(\log {2^{n}})^{p}}}=\sum _{n=1}^{\infty }{\frac {1}{(n\log {2})^{p}}}={\frac {1}{(\log {2})^{p}}}\sum _{n=1}^{\infty }{\frac {1}{n^{p}}}} e o resultado segue do teorema anterior.